# Czerepiwka (obwód chmielnicki)
Czerepiwka (ukr. Черепівка; pol. hist. Czerepówka) – wieś na Ukrainie, w obwodzie chmielnickim, w rejonie chmielnickim, w hromadzie Chmielnicki. W 2001 liczyła 566 mieszkańców, spośród których 565 wskazało jako ojczysty język ukraiński, a 1 rosyjski.

## Historia
W XIX i w początkach XX w. Czerepówka położona była w Rosji, w guberni podolskiej, w powiecie płoskirowskim, w gminie Czarny Ostrów.
Po I wojnie światowej pod administracją polską, w Zarządzie Cywilnym Ziem Wołynia i Frontu Podolskiego, w okręgu podolskim, w powiecie płoskirowskim.
W wyniku postanowień traktatu ryskiego znalazła się w granicach Związku Sowieckiego. Od 1991 w niepodległej Ukrainie.